# Fakala
Fakala is een gemeente (commune) in de regio Mopti in Mali. De gemeente telt 33.700 inwoners (2009).